# جاسباري تالياكوتزي

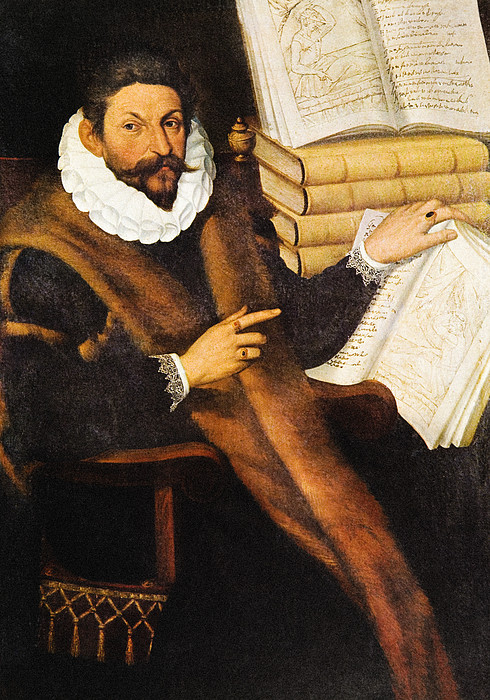
جاسباري تالياكوتزي

جاسباري تالياكوتزي (بالإيطالية: Gaspare Tagliacozzi)‏ جراح ايطالي (مواليد مارس 1545 في بولونيا) كان رائدا في الجراحة التجميلية، وهو أول من طور ما يسمى «بالطريقة الإيطالية» لإعادة بناء الأنف.

## سيرته المهنية
درس في جامعة بولونيا تحت إشراف جيرولامو كاردانو للطب وأوليس ألدروفاندي للعلوم الطبيعية وجوليوس سيزار أرانزي للتشريح. وفي سن الرابعة والعشرين، حصل على درجته العلمية في الفلسفة والطب، وتم تعيينه معلماً للجراحة، وبعد ذلك عين معلماً في علم التشريح، وفي عام 1568 بدأ تالياكوتزي في التطبيق عملياً في «على الجثث في المستشفى».
ادخل تالياكوتزي التحسينات على عمل الجراح الصقلي غوستافو برانكا وابنه أنطونيو (الذي عاش في كاتانيا في القرن الخامس عشر الميلادي)، وطور ما يسمى «بالطريقة الإيطالية» لإعادة بناء الأنف. وألف كتاب (De Curtorum Chirurgia per Insitionem) ومعناها بالايطالية (جراحة التشوهات عن طريق زراعة الانسجة). وقدم في هذا الكتاب الوصف التفصيلي للعمليات التي يجري تنفيذها، وأصبح الاقتباس من كتابه مرادفاً للجراحة التجميلية.

## وفاته
توفي تالياكوتزي في بولونيا في 7 نوفمبر 1599 ودفن في كنيسة القديس يوحنا المعمدان كما طلب في وصيته. وفي السادس والعشرين من الشهر نفسه اقيم له قداس رسمي في ذات الكنيسة، حيث حضر جميع الأطباء الاكاديميين. وألقى خطبة التشييع موزيو بياسنتيني (وهو زميل لتالياكوتزي) خلال المراسم، بينما تلى زملاءه الآخرين قوافي من الثناء عليه.

## روابط خارجية
- جاسباري تالياكوتزي على موقع الموسوعة البريطانية (الإنجليزية)